# Université Naresuan
L'université Naresuan (en thaï : มหาวิทยาลัยนเรศวร ; en anglais : Naresuan University) est une université thaïlandaise située à Phitsanulok dans le nord du pays. Elle porte le nom de Naresuan Le Grand, le roi d'Ayutthaya de 1590 à 1605.

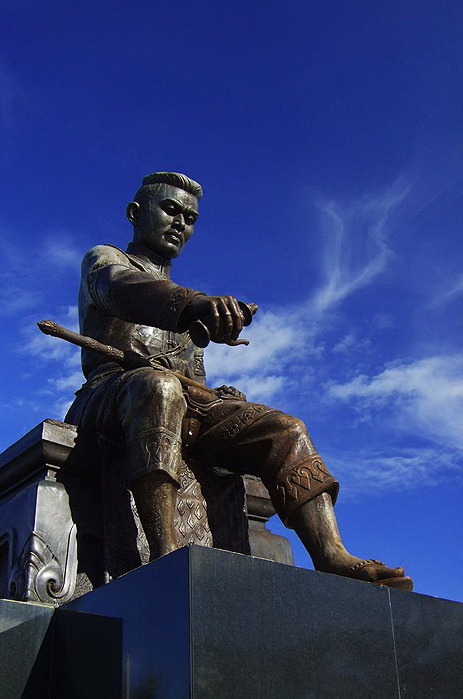
Statue de Naresuan Le Grand à l'université Naresuan

## Source
- (en) Cet article est partiellement ou en totalité issu de l’article de Wikipédia en anglais intitulé « Naresuan University » (voir la liste des auteurs).